# Gregor II. Wkajasser
Wahram Pahlawuni († 5. Dezember 1105 im Kloster Karmir Wank bei Kessun) war 1065 bis 1105 als Gregor II. Wkajasser (armenisch: Գրիգոր Բ Վկայասեր) Katholikos der armenischen Kirche.
Er war ein Sohn des Gregorios Magistros Pahlawuni, des Strategos von Mesopotamien. Er diente in der byzantinischen Armee, trat aber dann ins Kloster ein.
Mt Zustimmung des Kaisers Konstantin X. wurde er auf dem Konzil in Tzamandos in Kappadokien, dem Sitz des ausgewanderten armenischen Königs Gagik von Kars, zum Katholikos  gewählt, nachdem das Amt fünf Jahre lang vakant gewesen war. Er erhielt den Beinamen Wkajasser („Märtyrerfreund“), weil er mit großem Eifer Reliquien und Heiligenlegenden sammelte. Er sah sich jedoch der Opposition der byzantinisch-orthodoxen Bischöfe, und vor allem von Johannes VIII., dem Patriarchen von Konstantinopel, ausgesetzt. 1071 zog er sich wieder ins Kloster zurück, nachdem er seinen Vertrauten Georg von Lori zu seinem Nachfolger ernannt hatte.
Nachdem er von der byzantinischen Niederlage bei Mantzikert 1071 erfahren hatte, übernahm er sein vorheriges Amt wieder, nahm seinen Sitz in einem Kloster auf dem „Schwarzen Berg“ in Kilikien und begann, für eine konzertierte Aktion gegen die Seldschuken zu werben. Er besuchte dazu Ägypten, das Heilige Land und Konstantinopel. Nach Matthias von Edessa (Chronik 2, 108) reiste Wahram auch nach Rom, dies wird aber von den meisten Historikern als unwahrscheinlich abgelehnt. Nach einer anderen Quelle traf er sich mit Papst Silvester.
Gregor II. schickte nach anderen Quellen einen Priester namens Johannes als Botschafter zu Papst Gregor VII. nach Rom, um ihn um Hilfe gegen die Seldschuken zu bitten. Der Papst hörte ihn an, machte zahlreiche liturgische Änderungsvorschläge, aber schickte ihn mit einem Pallium zurück nach Kleinasien.
Gregor II. setzte seinen Neffen Barsegh (1081–1105) als Bischof im seldschukisch besetzten Ani ein.
1103 besuchte er Edessa, wo er von Balduin II. prunkvoll empfangen wurde.
In seinen letzten Jahren lebte Wahram zunehmend zurückgezogen. Er starb am 5. Dezember 1105 im Kloster Karmir Wank bei Kessun. Sein Neffe Barsegh von Ani stand seinem Begräbnis vor und wurde damit zum anerkannten neuen Katholikos.